# Elim Olfínechta
Elim Olfínechta, figlio di Rothechtaid Rotha (... – ...), è stato, secondo la tradizione storica e le leggende medievali irlandesi, re supremo, succedendo al padre.
Regnò per un solo anno, dopodiché fu detronizzato e ucciso da Gíallchad, nipote di Sírna Sáeglach, il re supremo che era stato detronizzato dal padre di Elim. Il Lebor Gabála Érenn sincronizza il suo regno con quello di Fraorte dei Medi (665-633 a.C.) Goffredo Keating data il suo regno dal 787 al 786 a.C., gli Annali dei Quattro Maestri dal 1024 al 1023 a.C..